# Umeå Akademiska Kör
Umeå Akademiska Kör utgöres av deltagarna i fria universitetskurser vid Estetiska Institutionen, Fakulteten för Lärarutbildningar, Umeå universitet. 
Kurserna har pågått sedan hösten 2000 och med Örjan Larsson som ledare. De har utgjorts av:
- Kvällar och helger över 2 terminer (2000-2005) Kör- och Ensemblesång 1-10 poäng
- Kvällar och helger över 2 terminer (2001-2005) Kör- och Ensemblesång 11-20 poäng
- Kvällar och helger över 1 termin (HT 2005, HT 2006) Ensemblesång - Medeltid och Renässans 10 poäng
- Kvällar och helger över 1 termin (VT2006) Ensemblesång - Folkmusik 10 poäng

Kurserna har syftat till att utveckla den sångliga förmågan, ge repertoarkännedom, utveckla förmågan att sjunga i och leda mindre och större ensembler på en hög konstnärlig nivå, samt att arrangera och skriva flerstämmiga sånger. 
Antalet kursdeltagare har varit upp till 40.
Tentamen har huvudsakligen bestått av fria konserter med olika sammansättning av körer och ensembler (trio - verk för sju 5-stämmiga körer).
Ljudinspelningar har använts flitigt för att utvärdera kursresultaten.